# Bataille de Nahrawân
Grande discorde
Batailles
Bassorah, Siffin, Nahrawân
La bataille de Nahrawan (arabe : معركة النهروان, Ma'rakat an-Nahrawān) opposa les armées du quatrième calife bien guidé et premier imam Ali à un groupe de Kharidjites (considérée comme la troisième branche de l'Islam après le chiisme et le sunnisme). L'affrontement eut lieu à Jisr al-Nahrawan, à environ 19 kilomètres de Bagdad, et se solda par une défaite des Kharidjites et la mort du leader qu'ils avaient élu Abd Allah ibn Wahb al-Rasibi. Ali dirigeait lui-même ses troupes, en compagnie de ses deux fils, Hassan et Hussein.